# Banque centrale des Caraïbes orientales
La Banque centrale des Caraïbes orientales (en anglais : Eastern Caribbean Central Bank, ECCB) est la banque centrale du dollar des Caraïbes orientales et l'autorité monétaire des membres de l'Organisation des États de la Caraïbe orientale (OECO), à l'exception des îles Vierges britanniques, de la Martinique et de la Guadeloupe.

## Histoire
La banque centrale des Caraïbes orientales est créée en octobre 1983 dans le but de maintenir la stabilité et l'intégrité de la monnaie et du système bancaire de la sous-région afin de faciliter la croissance et le développement équilibrés de ses États membres. Elle remplace alors l'Autorité Monétaire des Caraïbes orientale, et sa création se fait par la signature des États de Grenade, Antigua-et-Barbuda, Sainte-Lucie, Montserrat, Saint-Christophe-et-Niévès et Saint-Vincent-et-les-Grenadines. Anguilla rejoint cette union monétaire en 1987.
Depuis 2008, la BCCO fait fabriquer ses pièces de 1 cent par la Monnaie royale canadienne.
Début 2015, la banque annonce son intention d'éliminer progressivement la production des pièces de 1 et 2 cents. La date a été fixée au 1er juillet 2015. Lorsqu'un motif a été recherché, il a été indiqué qu'il fallait environ six cents pour fabriquer un centime et environ huit cents pour obtenir un centime.
À partir de 2018, la banque centrale des Caraïbes orientales se rapproche de la société Bitt inc. dans les Barbades pour engager le passage aux solutions blockchain de sa plateforme financière,, après que Montserrat ait lancé le dollar caribéen numérique début 2018 avec la même société. Le FMI encourage alors fortement la région des Caraïbes à adopter l'usage des cryptomonnaies. Dans le cadre de l'adhésion à l'OECO par la Guadeloupe, l'État français reconnait la BCCO comme organe monétaire compétente de la zone.
En mai 2019, la BCCO diffuse de nouveaux billets de 50 dollars. En août 2019, la BCCO lance un site internet d'information sur les dettes gouvernementales et les informations marché.

## Description
La banque a son siège à Basseterre, à Saint Kitts. Elle est dirigée par Timothy Antoine au titre de gouverneur, qui a succédé à Sir K. Dwight Venner en février 2016, qui dirigeait la banque centrale depuis 1989 et décède en décembre 2016. En mars 2017, la banque centrale renomme son siège en l'honneur de K. Dwight Venner.
Son objectif principal consiste à maintenir la stabilité des prix et du secteur financier en jouant le rôle de stabilisateur et de gardien du système bancaire de l'Union économique et monétaire des Caraïbes orientales (OECO / UCCO).
Les billets émis par la Banque centrale des Caraïbes orientales portent un code particulier à chaque pays membres. La banque est obligée de mettre en réserve au moins 60% de la valeur totale de la monnaie qu'elle distribue.